# Mohammed Basindawa
Mohammed Salim Basindawa (4 de abril de 1935), en árabe: محمد باسندوة es un político yemení que ocupó el cargo de primer ministro de Yemen desde el 10 de diciembre de 2011 hasta el 21 de septiembre de 2014.

## Carrera política
Basindawa fue ministro de Asuntos Exteriores de 1993 a 1994. Fue miembro del partido dominante del país, el Congreso General del Pueblo, pero dimitió a comienzos de los años 2000 para unirse a la oposición del presidente Ali Abdullah Saleh como independiente.
En 2011, tras meses de revolución, Basindawa fue nombrado por la oposición yemení para liderar el primer gobierno tras la salida del poder de Saleh. El 27 de noviembre fue nombrado para ese cargo por el vicepresidente Abd Rabbuh Mansur al-Hadi, que ocupaba la presidencia de forma interina.
El 21 de septiembre de 2014 presentó su dimisión como primer ministro en señal de protesta contra el presidente Abd Rabbuh Mansur al-Hadi al que acusó de "monopolizar el poder".